# Brodzany
Brodzany (em húngaro: Brogyán) é um município da Eslováquia, situado no distrito de Partizánske, na região de Trenčín. Tem 18,29 km² de área e sua população em 2018 foi estimada em 860 habitantes.

## Demografia
| Ano:        | 1994 | 2004   | 2014   | 2024   |
| ----------- | ---- | ------ | ------ | ------ |
| Broj ljudi: | 788  | 815    | 813    | 890    |
| Razlika:    |      | +3,42% | -0,24% | +9,47% |

| Ano:               | 2023 | 2024   |
| ------------------ | ---- | ------ |
| Número de pessoas: | 889  | 890    |
| Diferença:         |      | +0,11% |